# Hétlétrák
A Hétlétrák vagy Hétlétra-vízesés (románul: Canionul Șapte Scări) egy természeti látványosság Brassó megyében, a Nagykőhavas hegyeiben: 58 méter szintkülönbségű, 160 méter hosszú szurdok, melyet a Csűrkőárka pataka vágott a mészkősziklába, hét vízesést alkotva. A szurdok teljes hosszában bejárható a felszerelt létrákon keresztül. Románia egyik leglátogatottabb helye, egyesek szerint nemcsak az országban, hanem egész Európában egyedülálló látnivaló.

## Kialakulása
A szurdokot a Nagykőhavas-csúcstól északra eredő Csűrkőárka (Valea Șurii de Piatră), a Sipoly-patak egyik jobboldali mellékfolyása vágta a sziklába. A kanyon felső része a triász, az alsó, sárgásabb sziklákba vájt része pedig a jura korszakban alakult ki.
A Nagykőhavasra jellemzőek a konglomerátumba ágyazott, kaotikusan elrendezett mészkőtömbök, ún. olisztolitek. A Hétlétrák esetében a vízfolyás először a konglomerátumba vágott hasadékot, mely epigenetikusan mélyült, különleges karsztikus felszínt alkotva a mészkőben.

## Feltárása
A szurdokot kezdettől fogva sok erdész, vadász, természetjáró ismerte és odatámasztott fenyőtörzseken keresztül fel is másztak az első vízesésig, azonban a következő, tízméteres szakadékot már nem tudták áthidalni. Teljes hosszúságában a kanyont legelőször 1929 augusztusában tárta fel a Siebenbürgischer Karpatenverein négy tagja: Alfred Prox, Friedrich Samhammer, Raimund Samhammer, és Hubert Setzer. 1930-ban Boldizsár Ferenc, Ercsei Imre, Kamner Emil, és Czell András (a Brassói Turista Egyesület tagjai) segítségével utat vágtak és fából készült létrákkal tették járhatóvá a hasadékot a turisták számára. Egyes források Lehmann Károlyt is megemlítik mint úttörőt.
A szurdokon átvezető új útnak többféle nevet javasoltak, például Hideg-hasadék vagy Pokol tornáca. Végül a Hétlétrák (Șapte Scări) honosodott meg; már az 1930-as évek közepén is főleg ezt a nevet használták, és a Csűrkőárka patakát is Hétlétra-patakként kezdték emlegetni.
A nedves környezet és a lehulló sziklák, jégtömbök megviselték a falétrákat, így többször kellett cserélni azokat. 1960-ban vasból készült létrákat helyeztek el, melyeket szintén többször cseréltek, de a mind jobban elhanyagolt kanyon nem volt veszélytelen; a 2010-es évek elején három év alatt 65 ember zuhant a mélybe és járt szerencsétlenül, közülük három szörnyethalt. 2013 végén horganyzott acélból készült létrákat és hidakat helyeztek el.

## Leírása
A Hétlétrákon átvezető turistaút egyirányú, csak az alsó bejáratnál lehet belépni. Ehhez közel kis menedékház áll, ahol jegyet lehet váltani a szurdok megtekintésére. Innen maga a hasadék körülbelül 150 méterre kezdődik. A 2013-as felújítás után összesen 9 létra és 10 gyaloghíd van, a leghosszabb létra 15 méteres. A berendezés viszonylag biztonságossá teszi a hely bejárását, és nincs szükség különleges sziklamászó felszerelésre. Télen nem járható.
Alulról behatolva a kanyonba az első három vízesés egymástól kis távolságra van; ezek közül a harmadik vízesés 15 méter magas, az alatta kialakult üst 2,5 méter mély. A következő szakaszon további három zuhatag látható, a víz pedig mindkét falba katlanokat vájt. Egy 10 méteres szakasz után található az utolsó, 3,5 méteres vízesés. Ezután vízszintes, egymástól csak néhány méterre levő falak között halad a patak, hatszor véve 90 fokos kanyarulatot, melyek a mészkő négyzetes elválási hasadékaira utalnak.
A 2010-es években hétvégeken átlagosan napi 400 turista kereste fel; nyáron és ünnepnapokon ez a szám 800–1000 is lehetett. A turisták negyede külföldi.

### Megközelítése
Brassótól 16, Alsótömöstől 3 kilométerre fekszik. A sárga sávval jelzett turistaút Alsótömös Malomdombok részéből indul; ide személygépkocsival vagy a brassói állomásról induló 17B jelzésű autóbusszal lehet eljutni. A Malomdomboktól a Hétlétrák bejárata körülbelül 50 percnyire van.
A szurdok megközelíthető a Családi út felől is (a medveszakadéki gerincúton) vagy a nagykőhavasi menedékház felől ereszkedve a Sipoly völgyén.

### Látványosságok a közelben
- Medveszakadék (Prăpastia Urșilor), a Hétlétráktól 20 percre (kék háromszög): mély, árnyékos völgy, melyet egy 76 méter magas, függőleges sziklafal zár le. Kedvelt sziklamászó- és kirándulóhely.[12]
- A nagykőhavasi menedékház és a Nagykőhavas csúcsa, a Hétlétráktól egy, illetve másfél órára (sárga csík).[11]
- Átcsúszópálya (zipline) a Hétlétráktól a Malomdombokig; a teljes hossz több, mint 2 kilométer.[13]
- Hasadtkő (Tamina), a Hétlétrákhoz nagyban hasonló szurdok.[11]